# وين جيبسون
وين جيبسون (بالإنجليزية: Wynne Gibson)‏ هي ممثلة أمريكية، ولدت في 3 يوليو 1905 في نيويورك في الولايات المتحدة، وتوفيت في 15 مايو 1987 في لاغونا نيغويل في الولايات المتحدة بسبب خثار.

## وصلات خارجية
- وين جيبسون على موقع IMDb (الإنجليزية)
- وين جيبسون على موقع قاعدة بيانات برودواي على الإنترنت (الإنجليزية)
- وين جيبسون على موقع إن إن دي بي (الإنجليزية)
- وين جيبسون على موقع قاعدة بيانات الفيلم (الإنجليزية)